# كرة السلة في الألعاب الأولمبية الصيفية 2024 - تصفيات السيدات
أقيمت تصفيات السيدات لبطولة كرة السلة الأولمبية بين عامي 2022 و2024؛ وكان من المتوقع أن يكون لجميع مناطق الاتحاد الدولي لكرة السلة الخمس تمثيل في مسابقة كرة السلة الأولمبية.
بصفتها دولة مستضيفة، حجزت فرنسا مقعداً في كرة السلة 5×5 للسيدات؛ وقد تأكَّد ذلك بقرار من مجلس الإدارة المركزي للاتحاد الدولي لكرة السلة بتاريخ 30 أبريل 2023.
سيُمنح المركز الأول مباشرة للفائز بكأس العالم لكرة السلة للسيدات 2022 ‏، الذي أقيم في سيدني، أستراليا من 22 سبتمبر إلى 1 أكتوبر 2022.
كان بإمكان هذين الفريقين المتأهلين مباشرة المشاركة في مرحلتين متتاليتين من التصفيات: الأولى عن طريق بطولات التصفيات الأولمبية التمهيدية للاتحاد الدولي لكرة السلة (الخاصة بأفريقيا، الأمريكيتين، آسيا وأوقيانوسيا) أو عن طريق بطولة أوروبا للسيدات FIBA Women's EuroBasket، والثانية عن طريق بطولات التصفيات الأولمبية العالمية الرباعية (FOQTs).
في بطولتين من هذه التصفيات العالمية (FOQTs)، حصلت الفرق الثلاثة الأولى على بطاقات التأهل إلى أولمبياد باريس 2024، بينما في المسارين الآخرين، حيث شاركت فرنسا باعتبارها الدولة المستضيفة إلى جانب المنتخب الفائز بكأس العالم، مُنحت مقاعد الأولمبياد لأفضل فريقين في الترتيب.

## الطريقة
سيشارك اثنا عشر فريقًا في بطولة كرة السلة للسيدات، حيث ترسل كل لجنة أولمبية وطنية قائمة مكونة من 12 لاعبًا.

### الدولة المستضيفة
بصفتها دولة مستضيفة، حجزت فرنسا مقعدًا مباشرًا في كرة السلة للسيدات وفقًا لقرار مجلس الإدارة المركزي للاتحاد الدولي لكرة السلة الذي كان من المقرر اتخاذه في 30 يونيو 2023.
وقد تأكَّد تأهلهم التلقائي بقرار مجلس الإدارة المركزي للاتحاد الدولي لكرة السلة بتاريخ 30 أبريل 2023.

### عملية التصفيات
منحت أول بطاقة تأهل مباشرة للفائز بكأس العالم لكرة السلة للسيدات 2022 ‏، الذي أقيم في سيدني، أستراليا من 22 سبتمبر إلى 1 أكتوبر 2022. وكما كان الحال في نظام التصفيات الأولمبية لـطوكيو 2020، كان بإمكان الفريقين المتأهلين مباشرةً، وهما الدولة المستضيفة فرنسا وبطل كأس العالم، المشاركة في بطولات التصفيات الأولمبية التمهيدية للسيدات التابعة للاتحاد الدولي لكرة السلة (لأفريقيا، الأمريكيتين، وآسيا وأوقيانوسيا) أو في بطولة أوروبا لكرة السلة للسيدات التابعة للاتحاد الدولي لكرة السلة، بالإضافة إلى البطولات الأولمبية العالمية الرباعية للسيدات (FWOQTs).
تنافست المنتخبات الوطنية من أفريقيا، الأمريكيتين، وآسيا (بما في ذلك أوقيانوسيا) في بطولات التصفيات الأولمبية التمهيدية للسيدات (FWOPQTs). ففي إفريقيا وآسيا/أوقيانوسيا وأوروبا، تأهلت الفرق مباشرةً من خلال كل كأس قارية للسيدات التابعة للاتحاد الدولي لكرة السلة، بينما في الأمريكيتين، تنافست أربع منتخبات وطنية للتأهل إلى واحدة من أربع بطولات تأهيل أولمبية عالمية للسيدات. ونتيجة لذلك، تأهل الفريقان صاحبا المركزين الأولين في بطولة التصفيات الأولمبية التمهيدية للسيدات إلى بطولات التصفيات الأولمبية للسيدات، التي أُقيمت في فبراير 2024.
تأهلت الولايات المتحدة (الفائزة بكأس العالم للسيدات 2022)، بالإضافة إلى أفضل فريق من الترتيب التالي في بطولة كأس أمريكا للسيدات لكرة السلة 2023، مباشرةً إلى بطولات التصفيات الأولمبية للسيدات 2024.
أما البطولات الأولمبية العالمية الرباعية للسيدات (FWOQTs)، التي أقيمت في فبراير 2024، فقد شهدت منافسة بين أفضل 16 فريقًا من مختلف القارات، وذلك بناءً على نتائج بطولات FWOPQTs. وتأهلت الفرق الثلاثة الأعلى تصنيفًا من كل بطولة من البطولات الأربع، بما في ذلك الدولة المستضيفة وبطل كأس العالم، ليكتمل بذلك عدد الفرق المشاركة في منافسات كرة السلة للسيدات في أولمبياد باريس 2024.
- بطولة أمم إفريقيا لكرة السلة للسيدات – تأهل فريقان عبر بطولة أفريقيا لكرة السلة للسيدات 2023  [لغات أخرى]‏
- كأس أمريكا لكرة السلة للسيدات  [لغات أخرى]‏ – تأهل فريقان عبر FWOPQT للأمريكيتين، وتأهل منتخب واحد عبر كأس أمريكا لكرة السلة للسيدات 2023  [لغات أخرى]‏، وتأهلت الولايات المتحدة من خلال فوزها بـ كأس العالم لكرة السلة للسيدات 2022  [لغات أخرى]‏
- كأس آسيا للسيدات لكرة السلة  [لغات أخرى]‏ – تأهلت أربعة منتخبات عبر كأس آسيا للسيدات لكرة السلة 2023  [لغات أخرى]‏
- يوروبيسكيت للسيدات  [لغات أخرى]‏ – تأهلت ستة منتخبات عبر بطولة أوروبا لكرة السلة للسيدات 2023  [لغات أخرى]‏، بما في ذلك الدولة المستضيفة فرنسا

## المنتخبات المؤهلة
أُعْلِنَ عن المستضيفين لبطولات التصفيات في 9 سبتمبر 2023.
المجموعات التي ضمت الولايات المتحدة وفرنسا تأهلت فريقان فقط.
| طريقة التأهل                            | التاريخ                   | المكان   | المقاعد | المنتخب المؤهل   |
| --------------------------------------- | ------------------------- | -------- | ------- | ---------------- |
| الدولة المستضيفة                        | —                         | —        | 1       | فرنسا            |
| كأس العالم لكرة السلة للسيدات 2022 ‏     | 22 سبتمبر – 1 أكتوبر 2022 | سيدني    | 1       | الولايات المتحدة |
| بطولات التصفيات الأولمبية للسيدات 2024 ‏ | 8–11 فبراير 2024          | شيان     | 2       | الصين            |
| بطولات التصفيات الأولمبية للسيدات 2024 ‏ | 8–11 فبراير 2024          | شيان     | 2       | بورتوريكو        |
| بطولات التصفيات الأولمبية للسيدات 2024 ‏ | 8–11 فبراير 2024          | أنتويرب  | 2       | بلجيكا           |
| بطولات التصفيات الأولمبية للسيدات 2024 ‏ | 8–11 فبراير 2024          | أنتويرب  | 2       | نيجيريا          |
| بطولات التصفيات الأولمبية للسيدات 2024 ‏ | 8–11 فبراير 2024          | بليم     | 3       | أستراليا         |
| بطولات التصفيات الأولمبية للسيدات 2024 ‏ | 8–11 فبراير 2024          | بليم     | 3       | ألمانيا          |
| بطولات التصفيات الأولمبية للسيدات 2024 ‏ | 8–11 فبراير 2024          | بليم     | 3       | صربيا            |
| بطولات التصفيات الأولمبية للسيدات 2024 ‏ | 8–11 فبراير 2024          | شوبرون   | 3       | اليابان          |
| بطولات التصفيات الأولمبية للسيدات 2024 ‏ | 8–11 فبراير 2024          | شوبرون   | 3       | إسبانيا          |
| بطولات التصفيات الأولمبية للسيدات 2024 ‏ | 8–11 فبراير 2024          | شوبرون   | 3       | كندا             |
| الإجمالي                                | الإجمالي                  | الإجمالي | 12      |                  |

## الفرق
| طريقة التأهل                                       | طريقة التأهل                                       | التاريخ                   | المكان            | المقاعد | الفريق المتأهل   |
| -------------------------------------------------- | -------------------------------------------------- | ------------------------- | ----------------- | ------- | ---------------- |
| كأس العالم لكرة السلة للسيدات 2022 ‏                | كأس العالم لكرة السلة للسيدات 2022 ‏                | 22 سبتمبر – 1 أكتوبر 2022 | سيدني             | 1       | الولايات المتحدة |
| يورو باسكت للسيدات 2023 ‏                           | يورو باسكت للسيدات 2023 ‏                           | 15–25 يونيو 2023          | ليوبليانا تل أبيب | 6       | بلجيكا           |
| يورو باسكت للسيدات 2023 ‏                           | يورو باسكت للسيدات 2023 ‏                           | 15–25 يونيو 2023          | ليوبليانا تل أبيب | 6       | إسبانيا          |
| يورو باسكت للسيدات 2023 ‏                           | يورو باسكت للسيدات 2023 ‏                           | 15–25 يونيو 2023          | ليوبليانا تل أبيب | 6       | فرنسا            |
| يورو باسكت للسيدات 2023 ‏                           | يورو باسكت للسيدات 2023 ‏                           | 15–25 يونيو 2023          | ليوبليانا تل أبيب | 6       | المجر            |
| يورو باسكت للسيدات 2023 ‏                           | يورو باسكت للسيدات 2023 ‏                           | 15–25 يونيو 2023          | ليوبليانا تل أبيب | 6       | صربيا            |
| يورو باسكت للسيدات 2023 ‏                           | يورو باسكت للسيدات 2023 ‏                           | 15–25 يونيو 2023          | ليوبليانا تل أبيب | 6       | ألمانيا          |
| كأس آسيا لكرة السلة للسيدات 2023 ‏                  | كأس آسيا لكرة السلة للسيدات 2023 ‏                  | 26 يونيو – 2 يوليو 2023   | سيدني             | 4       | الصين            |
| كأس آسيا لكرة السلة للسيدات 2023 ‏                  | كأس آسيا لكرة السلة للسيدات 2023 ‏                  | 26 يونيو – 2 يوليو 2023   | سيدني             | 4       | اليابان          |
| كأس آسيا لكرة السلة للسيدات 2023 ‏                  | كأس آسيا لكرة السلة للسيدات 2023 ‏                  | 26 يونيو – 2 يوليو 2023   | سيدني             | 4       | أستراليا         |
| كأس آسيا لكرة السلة للسيدات 2023 ‏                  | كأس آسيا لكرة السلة للسيدات 2023 ‏                  | 26 يونيو – 2 يوليو 2023   | سيدني             | 4       | نيوزيلندا        |
| كأس أمريكا لكرة السلة للسيدات 2023 ‏                | كأس أمريكا لكرة السلة للسيدات 2023 ‏                | 1–9 يوليو 2023            | ليون              | 1       | البرازيل         |
| أفروباسكت للسيدات 2023 ‏                            | أفروباسكت للسيدات 2023 ‏                            | 28 يوليو – 6 أغسطس 2023   | كيغالي            | 2       | نيجيريا          |
| أفروباسكت للسيدات 2023 ‏                            | أفروباسكت للسيدات 2023 ‏                            | 28 يوليو – 6 أغسطس 2023   | كيغالي            | 2       | السنغال          |
| بطولة ما قبل التصفيات الأولمبية – الأمريكتان 2024 ‏ | بطولة ما قبل التصفيات الأولمبية – الأمريكتان 2024 ‏ | 9–12 نوفمبر 2023          | ميديلين           | 2       | كندا             |
| بطولة ما قبل التصفيات الأولمبية – الأمريكتان 2024 ‏ | بطولة ما قبل التصفيات الأولمبية – الأمريكتان 2024 ‏ | 9–12 نوفمبر 2023          | ميديلين           | 2       | بورتوريكو        |
| المجموع                                            | المجموع                                            | المجموع                   | المجموع           | 16      |                  |